# Diglossa mystacalis
El pinchaflor bigotudo o diglosa bigotuda (Diglossa mystacalis) es una especie de ave paseriforme de la familia Thraupidae, perteneciente al numeroso género Diglossa. Es nativa de regiones andinas del oeste de América del Sur.

## Distribución y hábitat
Se distribuye por la pendiente oriental a lo largo de la cordillera de los Andes desde el norte de Perú (Amazonas, al sur del río Marañón) hasta el oeste de Bolivia (oeste de Santa Cruz).
Esta especie es considerada poco común en sus hábitats naturales: bosques bajos, bordes de selvas húmedas montanas y matorrales de alta montaña, principalmente justo abajo de la línea de árboles, en altitudes entre 2500 y 4000 m.

## Sistemática

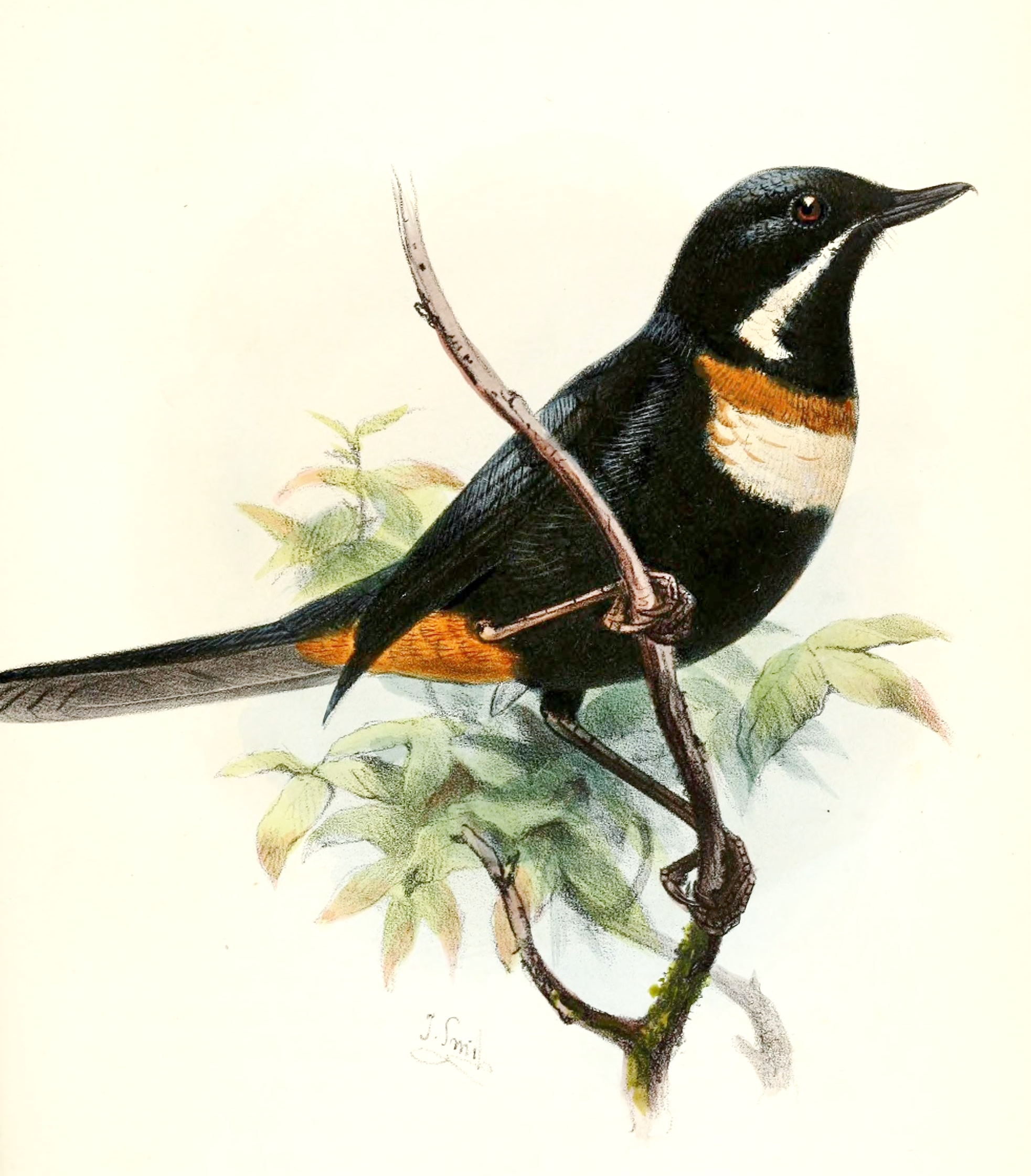
Diglossa pectoralis = Diglossa mystacalis pectoralis, ilustración de Smit en The Ibis, 1875.

### Descripción original
La especie D. mystacalis fue descrita por primera vez por el ornitólogo francés Frédéric de Lafresnaye en 1846 bajo el mismo nombre científico; su localidad tipo es: «Yungas de La Paz, Bolivia».

### Etimología
El nombre genérico femenino Diglossa proviene del griego «diglōssos» que significa de lengua doble, que habla dos idiomas; y el nombre de la especie «mystacalis» deriva del griego  «mustax, mustakus»: mostacho, bigote.

### Taxonomía
Los amplios estudios filogenéticos recientes demuestran que la presente especie es hermana del par formado por Diglossa lafresnayii y Diglossa gloriosissima.

### Subespecies
Según las clasificaciones del Congreso Ornitológico Internacional (IOC) y Clements Checklist/eBird v.2019 se reconocen cuatro subespecies, con su correspondiente distribución geográfica:
- Diglossa mystacalis unicincta Hellmayr, 1905 – Andes del norte de Perú (Amazonas al sur hasta el centro de Huánuco).
- Diglossa mystacalis pectoralis Cabanis, 1873 – Andes del centro de Perú (cel centro de Huánuco hasta Junín).
- Diglossa mystacalis albilinea Chapman, 1919 –  Andes del sur de Perú (Ayacucho hasta Puno).
- Diglossa mystacalis mystacalis Lafresnaye, 1846 – Andes del noroeste de Bolivia (La Paz, Cochabamba y oeste de Santa Cruz).